# Magnus Lagerström
Magnus Lagerström, född 16 december 1691 i Stockholm, död 5 juli 1759 i Göteborg, var en svensk översättare och direktör vid Ostindiska kompaniet. 
Lagerström växte upp i Stettin som son till regeringsrådet Magnus Laurin, adlad Lagerström, och Helena Engelcrona. Lagerström studerade vid universiteten i Rostock, Greifswald, Wittenberg och Jena samt skaffade sig genom resor i Tyskland kunskap om nationernas förhållanden och i näringsidkande. Lagerström utnämndes 1712 till generalguvernementssekreterare i sin födelsestad Stettin men överflyttade med regeringen vid stadens övergång 1713 till Stralsund. Efter denna stads uppgivande 1715 stannade Lagerström, vars familj därvid mist sin förmögenhet, kvar med en knapp avlöning och begav sig efter krigsslutet till Stockholm, där han 1721 fick avsked med hovråds titel och en ringa garantilön vilken var så knapp att han måste tjänstgöra som auskultant i kommerskollegium och biträda presidenten i sitt ämbetsverk som enskild sekreterare.
Han försörjde sig då vid sidan om med att författa och översatta arbeten, varunder hans villkor mycket förbättrades och förbättrades ytterligare, sedan han för sin språkskicklighet förordnats till sekreterare vid det 1731 inrättade Ostindiska kompaniet i Göteborg. Han blev därigenom förmögen och köpte flera lantegendomar, vilka han förbättrade och förskönade genom nyodlingar och planteringar samt tänkte 1746 slå sig ner på landet, då han samma år utnämndes till direktör vid Ostindiska kompaniet. Han erhöll året efter titeln kommerseråd och blev 1748 blev medlem av Vetenskaps-Societeten i Uppsala samt samma år ledamot av Vetenskapsakademien. På 1750-talet lät han uppföra Gubbero landeris manbyggnad vid Redbergsvägen i Göteborg.
Som vetenskapligt intresserad såg Lagerström till att vetenskapligt bildade män anställdes på de ostindiska skeppen och att dessa gjorde anteckningar, vetenskapliga iakttagelser samt naturhistoriska och etnografiska insamlingar. De hemförda förvärven av dräkter, naturalster, redskap, kartor, kinesiska böcker o.s.v. överlämnades till kungaparets, Carl von Linnés, Uppsala universitets och Vetenskapsakademiens samlingar. 
Han var sedan 1733 gift med Klara Olbers.

## Översättningar (urval)
- John Bunyan: Kristens resa ("efter den tyska öfwersättningen, förswänskad af M.L.", Stockholm, 1727)
- John Bunyan: Thet heliga kriget huru thet blifwer fördt af Christo Jesu then ewige och altzmächtige konungen emot diefwulen mörkretz förste, om och öfwer then menniskeliga siälen (nu af tyskan förswenskat af M.L., Stockholm, 1728)
- Molière: Le Tartuffe eller Den skenhelige (Stockholm, 1731)
- Molière: L'avare eller Den girige (Stockholm, 1731)
- Ludvig Holberg: Jeppe Nilszon på berget eller Den förwandlade bonden (Stockholm, 1735)
- Christian Hoburg: Theologia mystica (Härnösand : tryckt hos Jonas Svedbom, 1818-1819)